# Aircel Chennai Open 2017
L'Aircel Chennai Open 2017 è stato un torneo di tennis giocato sul cemento. È stata la 22ª edizione del torneo che fa parte dell'ATP Tour 250 nell'ambito dell'ATP World Tour 2017. Si è giocato nel SDAT Tennis Stadium di Chennai, nella regione del Tamil Nadu, in India, dal 2 all'8 gennaio 2017.

## Partecipanti

### Singolare

#### Teste di serie
| Nazionalità   | Giocatore             | Ranking | Testa di serie* |
| ------------- | --------------------- | ------- | --------------- |
| Croazia       | Marin Čilić           | 6       | 1               |
| Spagna        | Roberto Bautista Agut | 14      | 2               |
| Spagna        | Albert Ramos Viñolas  | 27      | 3               |
| Slovacchia    | Martin Kližan         | 35      | 4               |
| Francia       | Benoît Paire          | 47      | 5               |
| Croazia       | Borna Ćorić           | 48      | 6               |
| Russia        | Michail Južnyj        | 57      | 7               |
| Taipei cinese | Lu Yen-hsun           | 64      | 8               |

* Ranking al 26 dicembre 2016.

#### Altri partecipanti
I seguenti giocatori hanno ricevuto una wildcard per il tabellone principale:
- Saketh Myneni
- Ramkumar Ramanathan
- Casper Ruud

I seguenti giocatori sono passati dalle qualificazioni:

- Yuki Bhambri
- Chung Hyeon
- Jozef Kovalík
- Nikola Mektić

## Punti e montepremi
| Torneo    | Torneo              | V      | F      | SF     | QF     | 2T    | 1T    | Q  | Q3 | Q2    | Q1    |
| Singolare | Punti               | 250    | 150    | 90     | 45     | 20    | 0     | 12 | 0  | 6     | 0     |
| Singolare | Premi in denaro ($) | 79,780 | 42,020 | 22,765 | 12,970 | 7,640 | 4,525 | –  | –  | 2,040 | 1,020 |
| Doppio    | Punti               | 250    | 150    | 90     | 45     | 0     | –     | –  | –  | –     | –     |
| Doppio    | Premi in denaro ($) | 24,240 | 12,740 | 6,910  | 3,950  | 2,310 | –     | –  | –  | –     | –     |

## Campioni

### Singolare
Roberto Bautista Agut ha sconfitto in finale  Daniil Medvedev con il punteggio di 6-3, 6-4.
- È il quinto titolo in carriera per Bautista Agut, primo della stagione.

### Doppio
Rohan Bopanna /  Jeevan Nedunchezhiyan hanno sconfitto in finale  Purav Raja /  Divij Sharan con il punteggio di 6-3, 6-4.